# Zubair Ali Zai
Zubair Ali Zai (en ourdou : زبیر علی زئی), né le 25 juin 1957 à Hazro et mort le 10 novembre 2013 à Rawalpindi était un prédicateur, un théologien, un érudit islamique, un muhaddith et un ancien de la marine marchande du Pakistan,,.

## Biographie
Zubair Alizai était de la tribu pachtoune d'Alizai, elle-même une branche de la plus grande confédération Durrani remontant à Ahmad Shah Durrani, fondateur de l'empire Durrani.
Zubair Ali Zai né en 1957 dans le village de Pirdad, près de Hazro dans le district d'Attock du Pendjab.
Il se marie en 1982 et a trois fils (Tahir, Abdullah Saqib et Muaz) et quatre filles. Il est multilingue, en plus de sa langue natale, il parle hindko, arabe, anglais, ourdou, pachto et grec, et peut lire et comprendre le persan.

## Carrière

### Éducation
Hafiz Zubair Alizai obtient une licence et deux masters, l'un en études islamiques en 1983 et l'autre en arabe en 1994 à l'Université du Pendjab à Lahore. En outre, il est diplômé de l'Université Salafi de Faisalabad.

### Édition et publication
Hafiz Zubair Alizai est, comme son ancien professeur Rashidi, un bibliophile, ayant amassé une bibliothèque privée d'une certaine renommée à Hazro, où il passait la plupart de son temps.

## Travaux
Une grande partie du travail de Hafiz Zubair Alizai consiste à éditer et à référencer des textes anciens de la tradition prophétique et à les évaluer selon les catégories de hadith. En collaboration avec Dar us Salam, il a passé en revue Al-Kutub al-Sittah, considéré comme canonique dans l'islam sunnite. En outre, il est également l'auteur de plusieurs livres en ourdou et en arabe. Le livre Noor ul Enain fi Masalate Rafa-ul-Yadain répertorie la liste de ses œuvres.

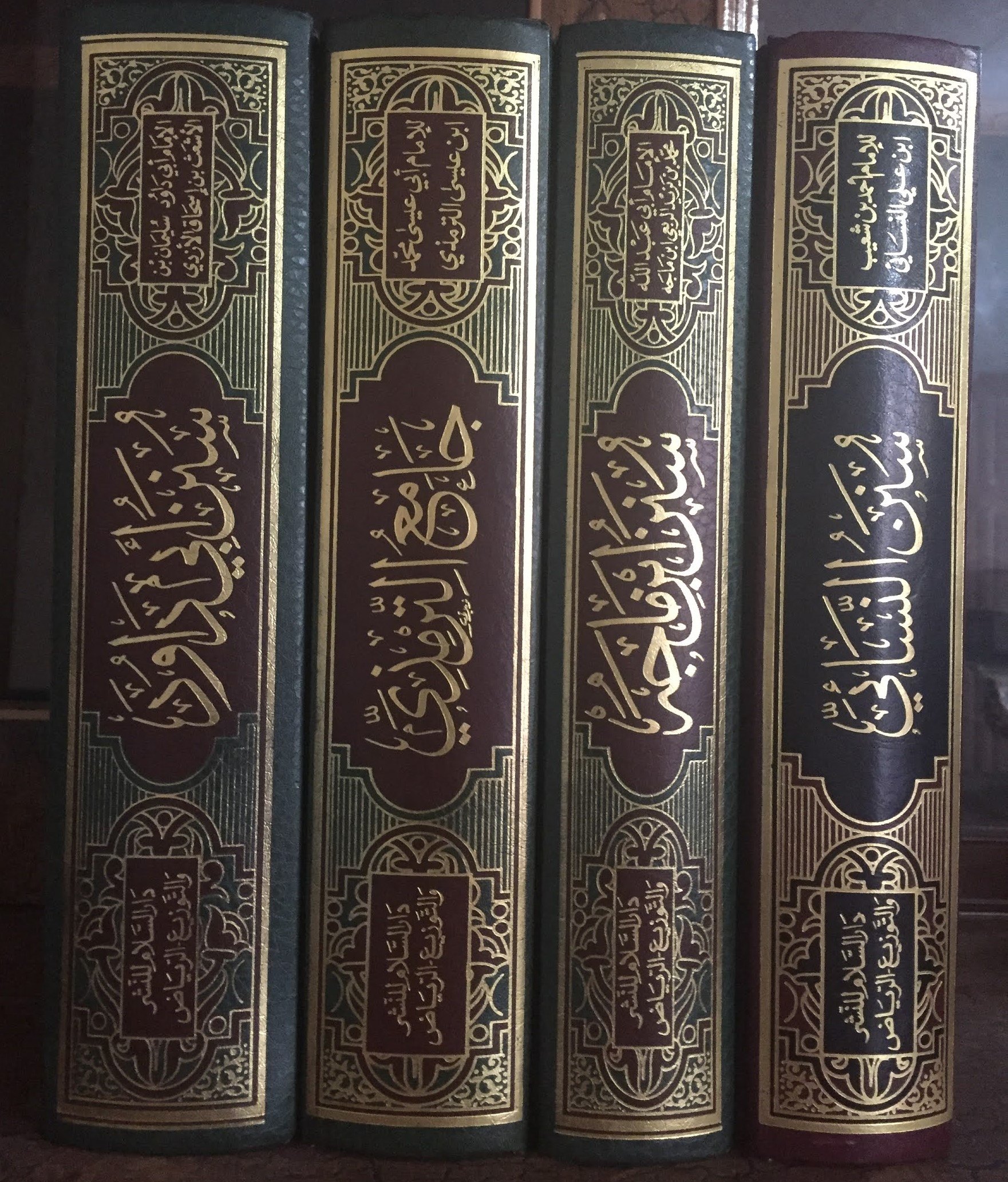
Sunan Arbaha Takhreej par Zubair Ali Zai

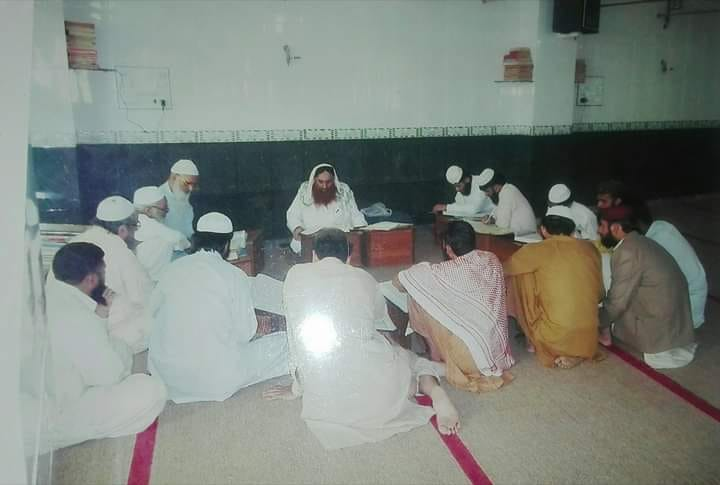
Enseignant le Sunan Abi Dawud en 2012

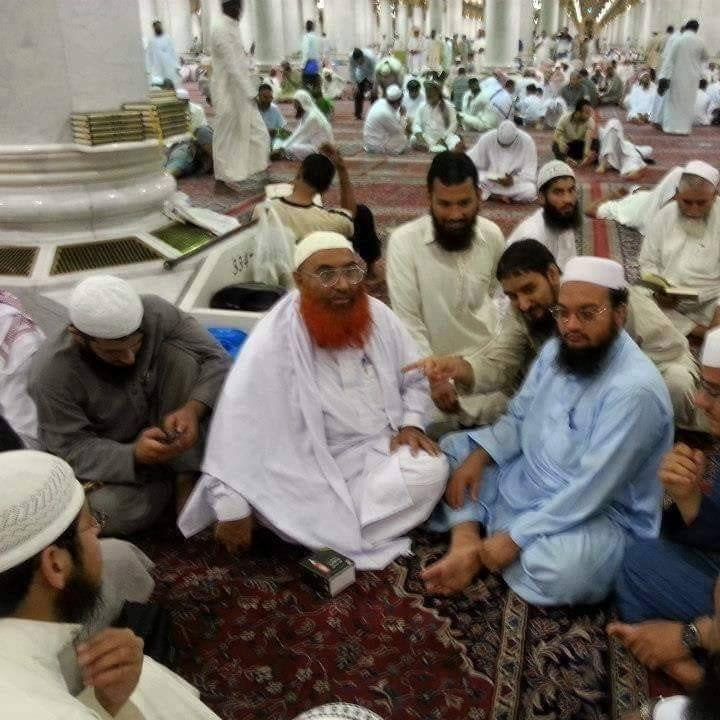
À la mosquée du Prophète lors de sa dernière visite

## Mort
Hafiz Zubair Alizai décède le 10 novembre 2013 après une courte admission à l'hôpital Benazir Bhutto de Rawalpindi, au Pakistan. La cause de sa mort est une insuffisance pulmonaire.

### Publications propres
- Anwaarul Sunnan Fi Tahqeeq Aasaarul Sunnan
- Anwaar ul Saheefah Fi Ahadees Zaheefa Min Sunnan e Arba'a (présentation en ligne)
- Tohfatul Aqwiya Fi Tahqeeq Kitabul Zuhafa (présentation en ligne)
- Tahqeeq Tafseer Ibn Kathir (présentation en ligne)
- Tahqeeq Masael Muhammad Ibn Usman Ibn Abi Shaybah (présentation en ligne)
- Tahqeeq wa Takhreej Juzz Ali Bin Muhammad Al-Himyari (présentation en ligne)
- Tahqeeq wa Takhreej Kitabul Arbaʿīn Le Ibn Taymiyyah (présentation en ligne)
- Al-Etihaaf Al-Basim Fi Tahqeeq wa Takhreej Muwatta Imam Malik Riwayatu Ibn ul-Qasim (présentation en ligne)
- Tahqeeq wa Takhreej Hisnul Muslim
- Alfathul Mubeen Fi Tahqeeq Tabqaat Al-Mudaliseen (présentation en ligne)
- Musafaha wa Mohaniqa Ke Ahkaam wa Masael (présentation en ligne)
- Nabi Kareem kay Lail wa Nahaar (présentation en ligne)
- Taufeeq Al-Bari Fi Tatbeeq Al-Quran wa Saheeh Al-Bukhari (présentation en ligne)
- Masla Fatiha Khalful Imam (présentation en ligne)
- Juzz Rafahul Yadain (présentation en ligne)
- Fazael Sahaba (présentation en ligne)
- Noorul Enain Fi Masalate Asbaate Rafa-ul-Yadain (présentation en ligne)

### Référencement de hadith
- Muslim ibn al-Hajjaj, Sahih Muslim, vol. 7, Riyad, Dar-us Salam Publications, 2007, 1re éd.
- Muhammad ibn' Isa at-Tirmidhi, Jami 'at-Tirmidhi, vol. 6, Riyad, Dar-us Salam Publications, 2007
- Al-Nasa'i, Al-Sunan al-Sughra, vol. 6, Riyad, Dar-us Salam Publications, 2008
- Abou Dawoud (trad. Yasir Qadhi), Sunan Abi Dawud, vol. 5, Riyad, Dar-us Salam Publications, 2008, 1re éd. (ISBN 978-9960-500-11-9)
- Ibn Majah, Sunan ibn Majah, vol. 5, Riyad, Dar-us Salam Publications, 2007, 1re éd. (ISBN 9960-9881-3-9)

## Voir également
- Imam Bukhari
- Imam musulman
- Imam Malik
- Imam Shafi
- Imam Ahmad Bin Hanbal
- Imam Ibn Taymiyyah
- Cheikh AlBani